# Manuilivka, Prîmorsk
Manuilivka (în ucraineană Мануйлівка) este localitatea de reședință a comunei Manuilivka din raionul Prîmorsk, regiunea Zaporijjea, Ucraina.

## Demografie
Componența lingvistică a localității Manuilivka
     Rusă (43,46%)
     Bulgară (41,95%)
     Ucraineană (14,43%)
     Alte limbi (0,17%)
Conform recensământului din 2001, nu exista o limbă vorbită de majoritatea populației, aceasta fiind compusă din vorbitori de rusă (43,46%), bulgară (41,95%) și ucraineană (14,43%).